# Georg Ebers

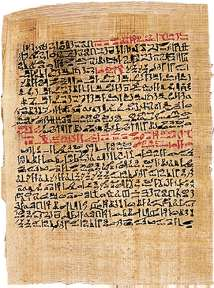
Ebersův papyrus ze starověkého Egypta (ilustrační foto)

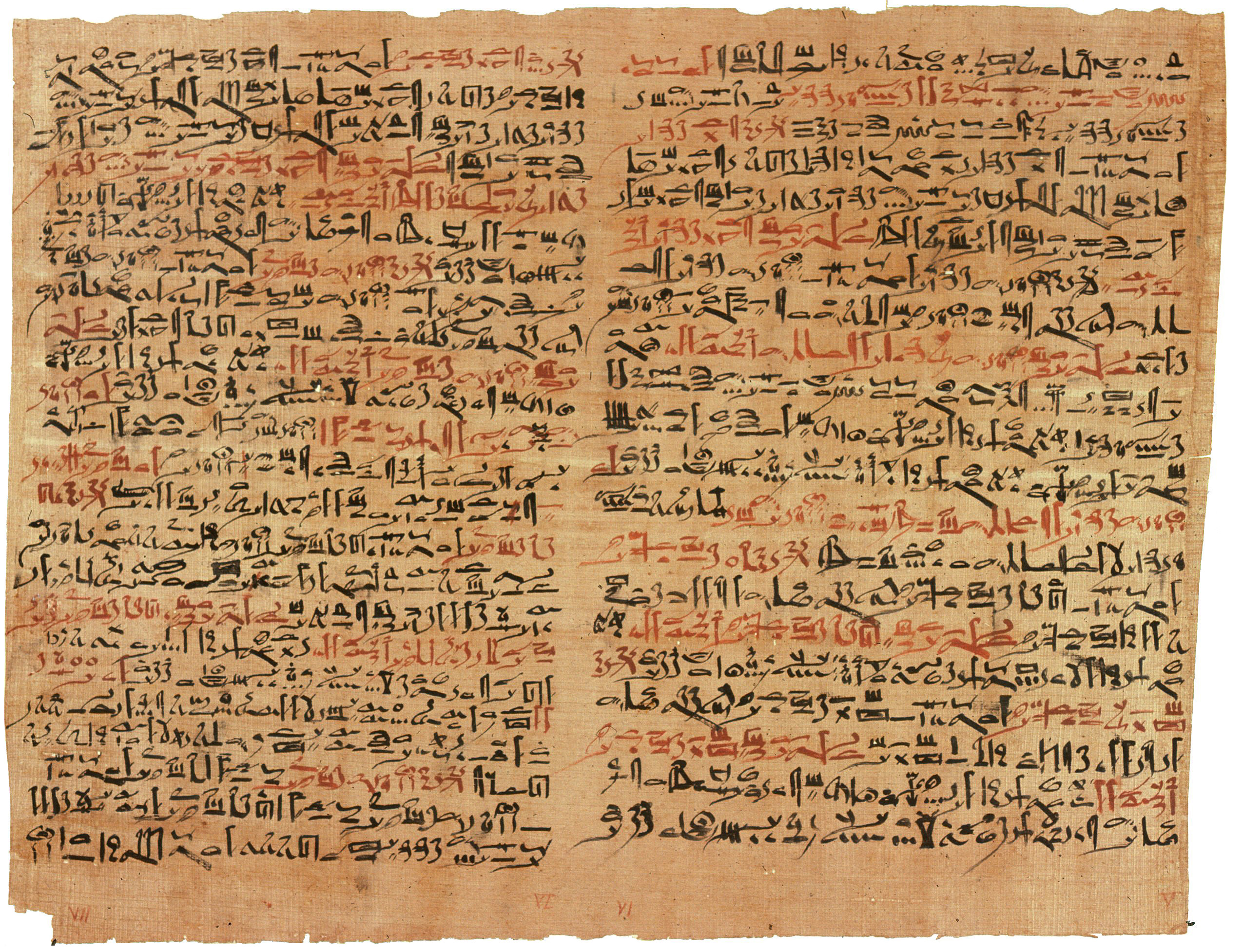
Desky VI & VII (popisují zranění obličeje) Edwin Smithova papyru v místnosti vzácných knih a tisků; New York Academy of Medicine (ilustrační foto)

Georg Ebers (celým jménem Georg Moritz Ebers; 1. března 1837, Berlín – 7. srpna 1898, Tutzing, Bavorsko) byl německý egyptolog a romanopisec, objevitel egyptského lékařského papyru s vědomostmi o léčivých rostlinách. Papyrus nalezený v zimě na přelomu let 1873–1874 v egyptském Luxoru se datuje asi do roku 1550 před naším letopočtem. V současné době je uložen v Německu v knihovně Lipské university. Tento Ebersův papyrus je jedna ze dvou nejstarších dochovaných medicínských písemností. 

## Životopis

### Studia
Georg Moritz Ebers vystudoval v německém Dolnosaském univerzitním městě Göttingenu práva a v Berlíně orientální jazyky a archeologii. Po studiu egyptologie se v roce 1865 stal docentem egyptského jazyka a starožitností v Jeně (Durynsko). V roce 1868 se stal profesorem a následně v roce 1870 byl jmenován v Lipsku profesorem v obou těchto oborech.

### První publikace
Do Egypta podnikl Georg Moritz Ebers v roce 1867 první dvě vědecké výpravy. V letech 1867–1868 publikoval své významné literární dílo „Ägypten und die Bücher Moses“ („Egypt a Mojžíšovy knihy“). V roce 1873 koupil v Luxoru papyrus (svitek dlouhý 20,23 m obsahoval 108 odstavců, každý odstavec pak obsahoval po 20 až 22 znacích). V roce 1875 vydal knihu „Papyros Ebers: Das Hermetische Buch über die Arzneimittel der alten Ägypter in hieratischer Schrift“ („Ebersův papyrus: Hermetická kniha o léčivech starých Egypťanů v písmu hieratickém“).

### Historické romány
Georg Moritz Ebers žil myšlenkou na popularizaci egyptských tradic a objevů egyptologů prostřednictvím historických románů. V roce 1864 vyšla jeho kniha „Eine Ägyptische Königstochter“ („Egyptská princezna“), která byla značně úspěšná. Následovala tematicky obdobná díla:
- Uarda (1877),
- Homo sum (1878),
- Die Schwestern (Sestry) (1880),
- Der Kaiser (Císař) (1881) (děj tohoto díla se odehrává v Egyptě v době panování císaře Hadriána),
- Serapis (1885),
- Die Nilbraut (Nevěsta Nilu) (1887),
- Kleopatra (1894),

jež byla vesměs čtenářskou veřejností dobře přijata. Ebersova díla z oblasti historické beletrie situovaná převážně do doby 16. století („Die Frau Bürgermeisterin“ („Paní starostová“) (1882); „Die Gred“ (1887)) ale popularity a úspěšnosti jeho románů s egyptskou tematikou nedosáhla.

### Poslední publikace
Ebersovy další spisy pojednávaly o Egyptě a obsahovaly též popis prací v Egyptě:
- Äegypten in Wort und Bild (Egypt slovem a obrazem) (druhé vydání, 1880);
- Palästina in Bild und Word (Palestine in Picture and Word), (Palestina obrazem a slovem) – 1884 překlad anglické série: Malebná Palestina, Sinai a Egypt;
- Richard Lepsius : ein Lebensbild Životopis Ebersova starého učitele – egyptologa Karla Richarda Lepsiuse (publikováno 1886);
- Průvodce Egyptem (1886).

### Závěr
Zdravotní stav George Eberse jej v roce 1889 přinutil opustit místo profesora v Lipsku a odejít do důchodu.
Mnoho jeho knih bylo přeloženo do angličtiny. Pětadvacetisvazkové souborné Ebersovo dílo vycházelo ve Stuttgartu v průběhu let 1893 až 1895. Jeho součástí byl i životopis „Die Geschichte meines Lebens“ (Příběh mého života) (Stuttgart, 1893).